# Salvia apiana

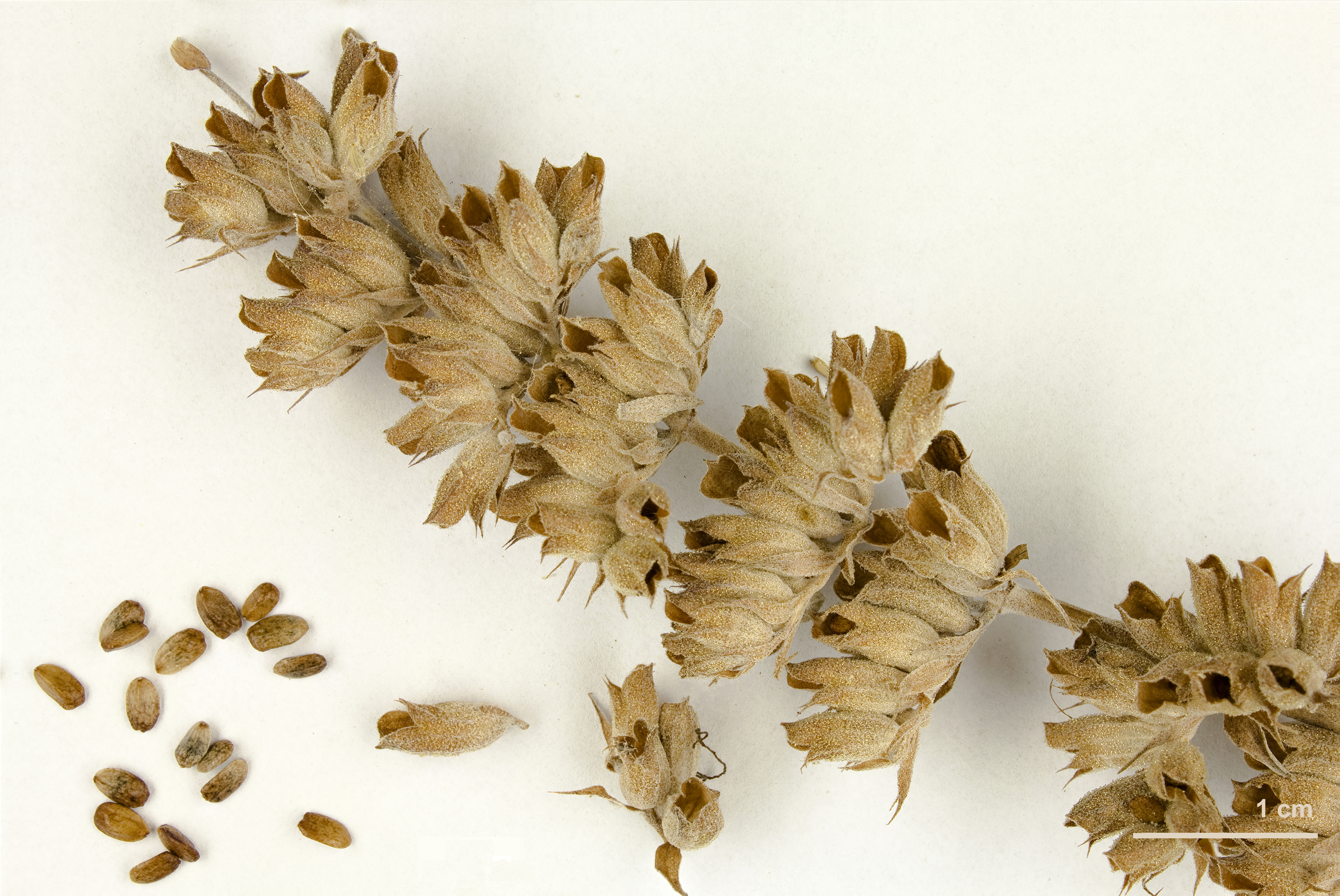
Salvia apiana

La Salvia apiana es una especie de subarbusto perteneciente a la familia de las lamiáceas. También conocida como salvia blanca, salvia de abeja o la salvia sagrada, es un arbusto perenne siempre-verde nativo del suroeste de los Estados Unidos y el noroeste de México, principalmente encontrado en matorrales de salvia costera del sur de California y Baja California, en los bordes occidentales de los desiertos de Mojave y Sonora.

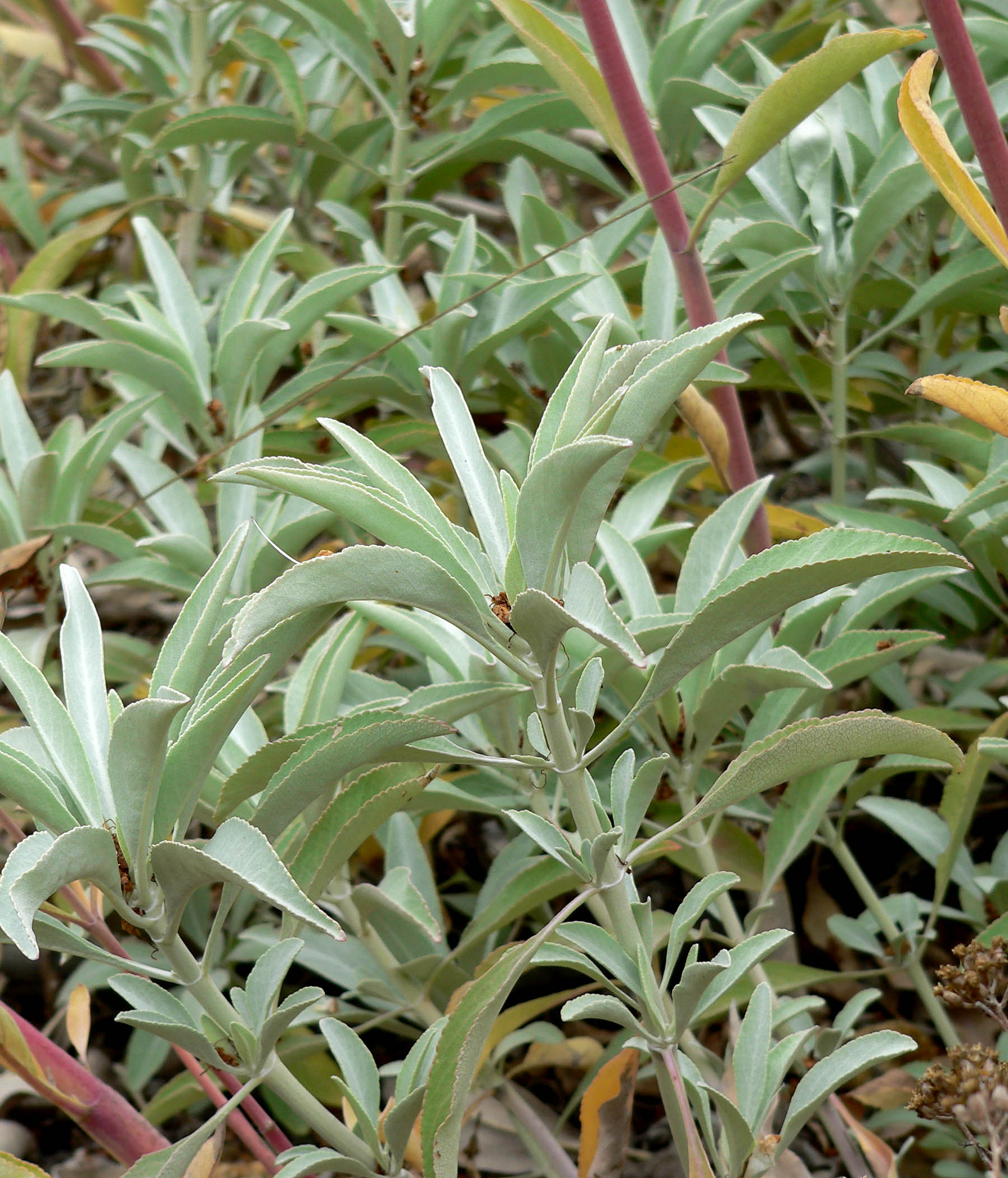
Detalle de las hojas

## Descripción
Es un subarbusto que puede crecer más de 1 metro de altura. Las hojas (aproximadamente de 4-8 cm de largo) se encuentran en la base y están cubiertas de pelos densos que les dan una coloración blanca. Las hojas son lanceadas con bases muy estrechas, y los márgenes son dentados. La inflorescencia es un cúmulo con pocas flores. Las flores de color blanco tienen manchas y vetas de color lavanda. Las flores tienen una forma bilateral y tienen 12-22 mm de longitud. Tanto los estambre como los estilos salen más allá del final de los lóbulos de la flor.
La salvia blanca es un estandarte de identidad para las comunidades indígenas yumanas, que se extienden en ambos lados de la frontera entre México y Estados Unidos. Los kumiays, por ejemplo, recolectan sus ramas y hojas con los que forman manojos; estos se ponen a secar atados para después usarlos como sahumerio o incienso. Con ellos bendicen y purifican tanto espacios, como personas y celebraciones (…).

## Sobreexplotación
El uso ceremonial de purificación con sahumerios de salvia blanca se ha puesto de moda entre personas, mayormente hombres jóvenes, con interés en temas new age como espiritualidad, yoga, sanación, magia, etc. Son cada vez más populares en Instagram y se pueden comprar fácilmente por esa red o en Amazon, Walmart, y en tiendas, eventos o centros con relación a espiritualidad, salud y bienestar. 
Durante un solo fin de semana de julio, las personas que quemaban salvia blanca en Instagram incluyeron a un terapeuta de masajes en Puerto Rico, un agente inmobiliario en Maryland, un propietario de una guardería en Hanoi, un fotógrafo en Sydney. Había un joyero en Hong Kong y un profesor de yoga en Dublín. Una estudiante de medicina de Chicago me dijo que quemar salvia le traía "paz, calma y una sensación de estar conectada a tierra", y agregó: "No se me pasó por la cabeza en términos de sobreexplotación".
El problema es que la cadena de suministro de este producto de demanda creciente a nivel global no está regulada por la ley, lo que da pie a un nuevo mercado negro. Colinas completas de Salvia blanca silvestre están siendo blanco de consumo indiscriminado para abastecer la creciente demanda. 
“Tal explotación desenfrenada ha atrofiado severamente a la salvia, que crecía hasta los hombros hace menos de una década, formando matorrales impenetrables, pero ahora rara vez llega por encima de la cintura. (...) Aunque la especie, Salvia apiana, aún no está clasificada como amenazada, Salvadores de Plantas Unidos, una organización conservacionista sin fines de lucro, la ha colocado en su lista de "en riesgo".“

Dentro de las comunidades (…) hay una preocupación por la trivialización y la apropiación cultural a la que la salvia blanca está expuesta; el uso lejano a las tradiciones y la sobreexplotación por una excesiva colecta y comercialización generan descontento entre los indígenas más tradicionalistas, ya que la salvia blanca es considerada una planta sagrada desde el tiempo en que los ancestros yumanos eran los únicos pobladores de estas tierras agrestes. Es imperante hacer un uso responsable de ella, dado el carácter histórico y cultural que representa para la región y para los herederos de estas comunidades.
Esto constituye una grave violación a la integridad de los pueblos nativos que han usado ceremonialmente la salvia blanca durante milenios, y que hoy se les dificulta encontrarla. Por esto, quemar salvia blanca no solo promueve la deforestación y prácticas de cosecha antiéticas, sino que también niega su intención original.

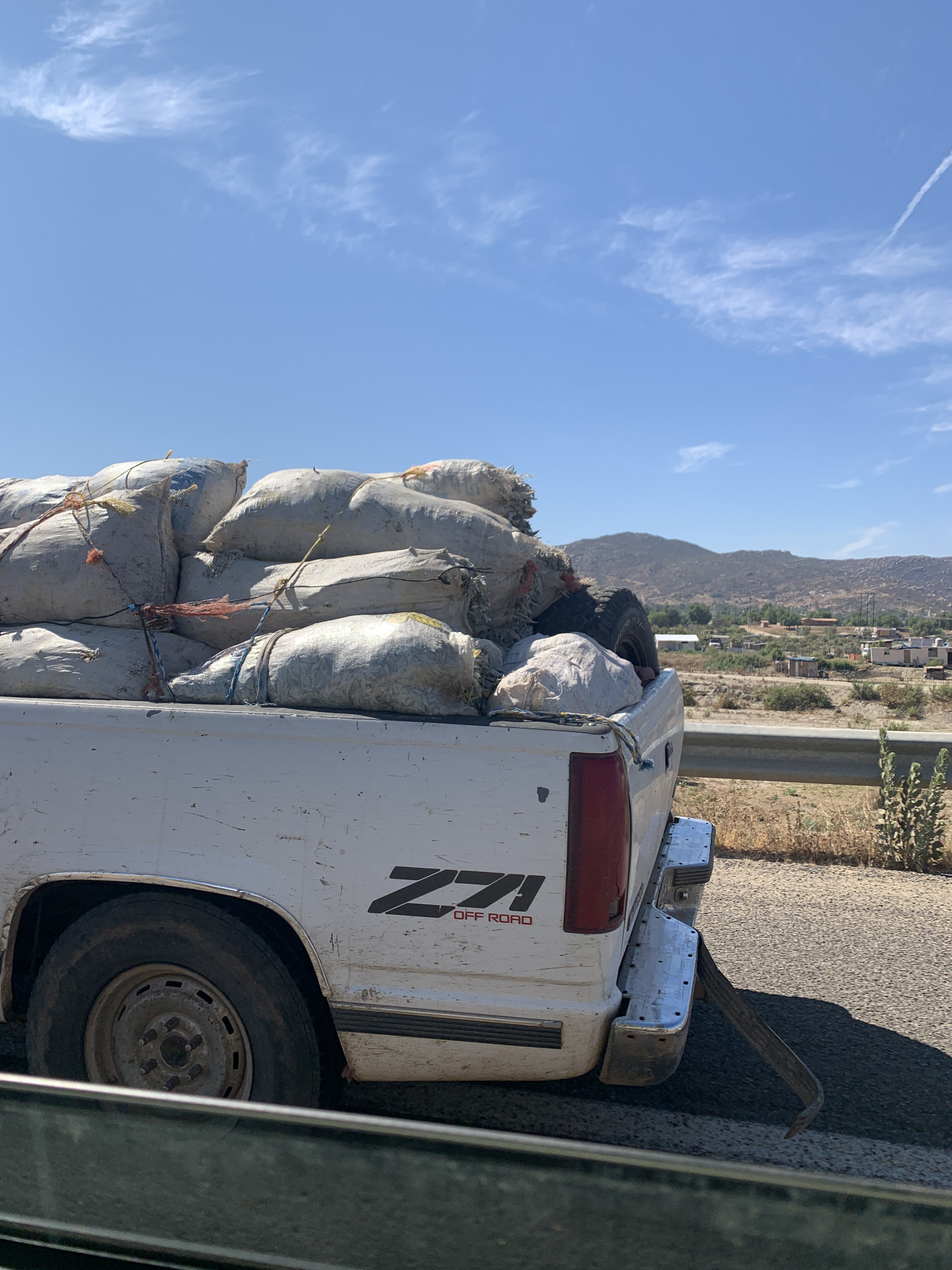
Pick up en la Ruta del Vino cargada con decenas de salvia apiana recolectada ilegalmente.

Muchos usuarios nativos creen que la salvia blanca no debería venderse en absoluto. “No es algo que se compra; es algo que se te ha dado”, dijo Bogany, el mentor de Valencia (de la tribu la Gabrielino-Tongva). Tradicionalmente, explicó, la salvia se cosechaba con mucho cuidado, recogido a mano y con rezos; La recolección comercial es apresurada y violenta, se realiza con tijeras de podar y sierras para metales. “Esta tierra es nuestra iglesia”, dijo Bogany. “Es como si entrara a la iglesia y tomara el agua bendita. Estaría tomando algo de la casa de Dios ". 
En el lado mexicano hay aún menor conocimiento sobre el estado amenazante para la planta y comunidades indígenas, pero dentro de grupos en Facebook comienzan a circular fotos de gente preocupada que exponen esta actividad ilegal. En Baja California, la Procuraduría Federal de Protección al Ambiente (PROFEPA) clausuró 2 centros de almacenamiento y transformación de materias primas forestales y aseguró 1,000 kilogramos de Salvia Apiana porque el visitado no presentó su autorización de funcionamiento, ni la legal procedencia de los productos forestales.

## Distribución y hábitat
La salvia blanca es una planta común que requiere suelo seco bien drenado, pleno sol y poca agua. La planta se encuentra en laderas secas de matorrales de salvia costeros, chaparral y bosques de pino amarillo desde el sur de California hasta Baja California a menos de 1,500 metros (4,900 pies) de elevación. En este mapa de la USDA se observa su distribución. 
Requiere de exposición de luz total, prefiere suelos bien drenados, y es tolerante a la sequía.

## Ecología
Las flores atraen a diversos polinizadores, incluidos abejorros, abejas carpinteras, Bombyliidae y colibríes. Sin embargo, la mayoría de estas especies son polinizadores ineficaces, y solo tres especies de abejas carpinteras y una especie de abejorro conducen realmente a la polinización de rutina.

Como respuesta a la falta de humedad durante el verano, las hojas de la salvia blanca disminuyen de tamaño y se enroscan sobre sí mismas para protegerse de la desecación. Su floración se da entre marzo y mayo sobre los largos tallos que rebasan la altura del arbusto en primavera. De flores blancas o malva, son constantemente visitadas por mariposas, insectos polarizadores, diversas aves que se alimentan de sus semillas y en particular por las abejas; de ahí su nombre en latín apiana, del apis que significa abeja.

## Propiedades
La salvia apiana es ampliamente utilizada por los pueblos nativos americanos en la costa del Pacífico de los Estados Unidos. La semilla es un ingrediente tradicional principal del pinole, un alimento básico. La gente de Cahuilla tradicionalmente ha cosechado grandes cantidades de la semilla y luego la ha mezclado con harina de trigo y azúcar para hacer papillas y galletas. Las hojas y los tallos son un alimento tradicional entre la gente de Chumash y las comunidades vecinas.
Para uso curativo, varias tribus han utilizado tradicionalmente la semilla para eliminar objetos extraños del ojo, de forma similar a como se han utilizado las semillas de salvia Clary en Europa. Un té de raíz es tradicional entre las mujeres Cahuilla para curar y fortalecer después del parto. Varias culturas nativas americanas también utilizan diferentes partes de la planta en ceremonias.
Esta planta también tiene un uso medicinal como remedio para diferentes enfermedades. Para las afecciones respiratorias se hacen infusiones que deben ser consumidas como agua de uso.

## Taxonomía
Salvia apiana fue descrita por  Willis Linn Jepson y publicado en Muhlenbergia; a journal of botany 3(9): 144. 1908.
EtimologíaSalvia: nombre latino de la salvia, usado por Plinio el Viejo en su Historia Naturalis (22, 147); derivado del verbo salvere 'curar' o 'salvar', que alude a las propiedades medicinales atribuidas a varias especies del género.
Ver: Salvia
Sinonimia
- Audibertia polystachya Benth., Labiat. Gen. Spec.: 314 (1833).
- Ramona polystachya (Benth.) Greene, Pittonia 2: 235 (1892).
- Audibertiella polystachya (Benth.) Briq., Bull. Herb. Boissier 2: 73 (1894).
- Salvia californica Jeps., Fl. W. Calif.: 460 (1901), nom. illeg.[11]